# Żelków-Kolonia
Żelków-Kolonia – wieś w Polsce, położona w województwie mazowieckim, w powiecie siedleckim, w gminie Siedlce. Leży 5 km na południowy zachód od centrum Siedlec. 
Na terenie wsi ustanowiono dwa sołectwa Żelków-Kolonia i Swoboda.
W latach 1975–1998 miejscowość administracyjnie należała do województwa siedleckiego. Przez wieś przebiega droga wojewódzka nr 803. W miejscowości znajduje się węzeł drogowy Siedlce Południe umożliwiający zjazd z autostrady A2 na drogę krajową nr 92 w ciągu obwodnicy Siedlec.
Wierni kościoła rzymskokatolickiego należą w większości do parafii Świętej Teresy od Dzieciątka Jezus w Siedlcach lub do parafii św. Józefa Robotnika w Wołyńcach.
| SIMC    | Nazwa   | Rodzaj  |
| ------- | ------- | ------- |
| 0686931 | Swoboda | kolonia |